# Arie Vergunst
Arie Vergunst (Leiden 22 januari 1926 - Kalamazoo, 21 november 1981) was een Nederlandse predikant van de Gereformeerde Gemeenten.
Op 24-jarige leeftijd werd Vergunst door ds. Lubertus Rijksen tot predikant van de Gereformeerde Gemeente van Zeist bevestigd. Vervolgens diende hij de gemeenten van Corsica (South Dakota) (de Netherlands Reformed Congregations), Rotterdam, Veen en Kalamazoo.
Vergunst was preses van de generale synode en docent aan de Theologische School in Rotterdam, het opleidingsinstituut voor predikanten van de Gereformeerde Gemeenten.
In 1970 slaagde hij voor het doctoraalexamen theologie; hij schreef hiervoor de scriptie Godefridus Cornelisz. Udemans en zijn Geestelijck Roer van ’t Coopmans Schip. Het volgen en voltooien van een universitaire opleiding theologie was toen nog uitzonderlijk voor een predikant van de Gereformeerde Gemeenten.
Een bundeling van verschillende van zijn publicaties verscheen onder de titel Neem de wacht des Heeren waar. Hierin staat ook een biografie geschreven door zijn broer ds. E.F. Vergunst.
Arie Vergunst ligt begraven op de Begraafplaats Oud Kralingen te Rotterdam.